# Aisha Praught-Leer
Aisha Praught, née le 14 décembre 1989, est une athlète américano-jamaïcaine spécialiste du 3 000 m steeple.

## Biographie
Aisha Praught-Leer s’entraîne à Eugene, Oregon aux États-Unis jusqu'en 2017. Durant ses études universitaires à l'Illinois State University, elle participe aux compétitions de la NCAA. 
En 2015, elle acquiert la nationalité jamaïcaine et représente ce pays à partir de cette date après avoir retrouvé son père biologique. Ce changement de nationalité sportive lui permet de participer à davantage de compétitions puisque les athlètes pour les courses de demi-fond sont peu nombreux en Jamaïque, le sprint étant préféré,.  En 2016, elle prend part aux jeux olympiques de Rio.
Elle participe aux championnats du monde 2017 et se qualifie pour la finale du 3 000 m steeple.
En 2019, elle se consacre aux épreuves sur 1500 m et abandonne ses entraînements sur the steeple car ce type de course est plus difficile.

## Vie privée
Aisha Praught-Leer est mariée à l'athlète américain Will Leer.

## Palmarès
| Date | Compétition                    | Lieu           | Résultat | Épreuve     | Temps         |
| ---- | ------------------------------ | -------------- | -------- | ----------- | ------------- |
| 2016 | Jeux olympiques                | Rio de Janeiro | 14e      | 3 000 m st. | 9 min 34 s 20 |
| 2017 | Championnats du monde          | Londres        | finale   | 3 000 m st. | DQ            |
| 2018 | Championnats du monde en salle | Birmingham     | 6e       | 1 500 m     | 4 min 12 s 86 |
| 2018 | Jeux du Commonwealth           | Gold Coast     | 1re      | 3 000 m st. | 9 min 21 s 00 |
| 2018 | Coupe continentale             | Ostrava        | 5e       | 3 000 m st. | 9 min 48 s 69 |
| 2019 | Jeux panaméricains             | Lima           | 2e       | 1 500 m     | 4 min 08 s 26 |
| 2020 | Jeux olympiques                | Tokyo          | 40e      | 1 500 m     | 4 min 15 s 31 |

## Records
| Épreuve         | Temps              | Lieu      | Date         |
| --------------- | ------------------ | --------- | ------------ |
| 3 000 m steeple | 9 min 14 s 07 (NR) | Bruxelles | 31 août 2018 |